# 아르코나 (밴드)

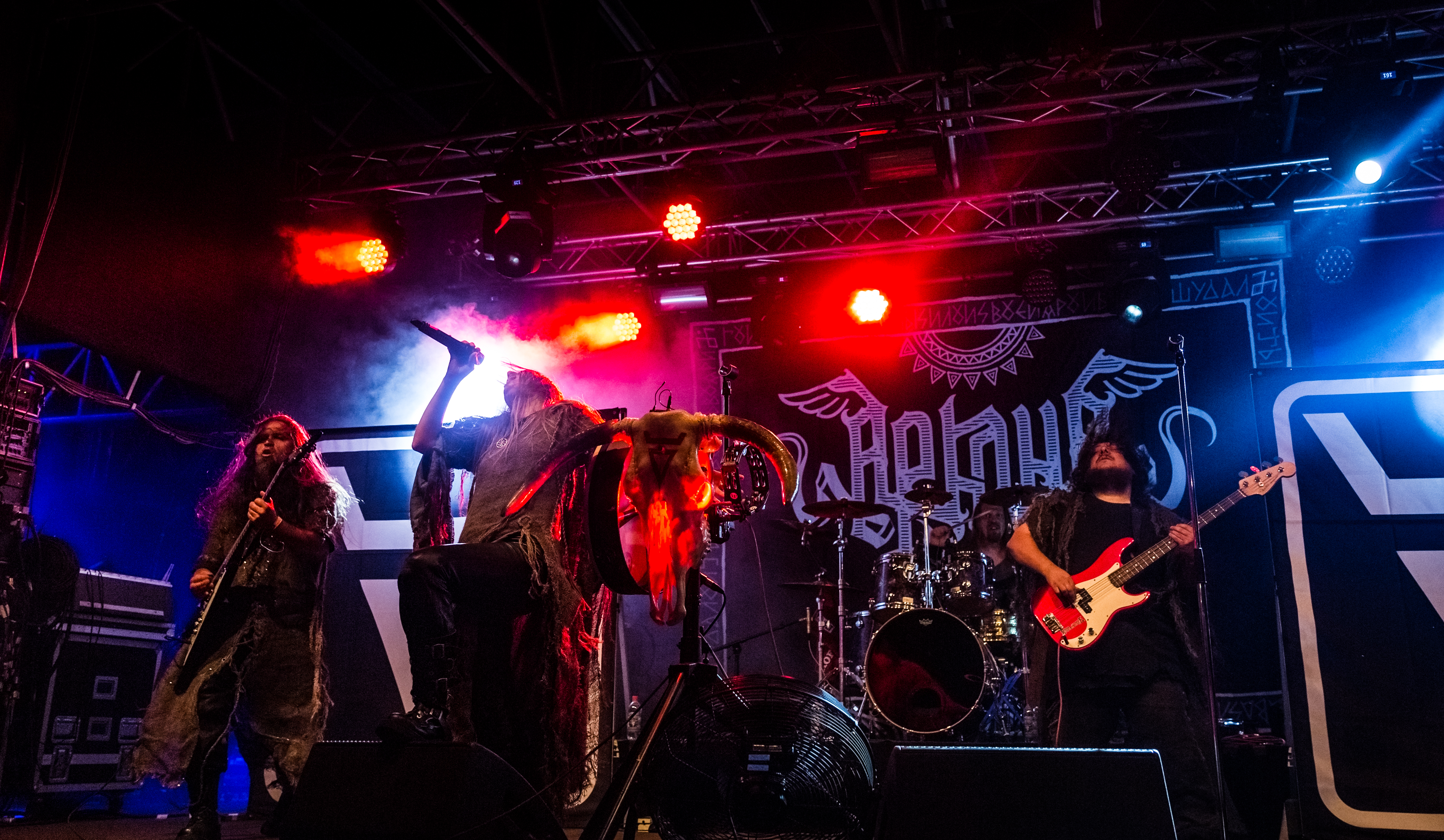

아르코나(러시아어: Аркона)는 러시아의 포크메탈 밴드이다. 이 밴드의 가사는 러시아 민요와 슬라브 신화로부터 상당한 영향을 받았다. "아르코나"라는 밴드 이름은 기독교화되기 전 슬라브의 도시성의 이름에 기반을 둔다.

## 디스코그래피
| 스튜디오 음반 - Vozrozhdeniye (2004) - Lepta (2004) - Vo slavu velikim! (2005) - Ot serdtsa k nebu (2007) - Goi, Rode, Goi! (2009) - Slovo (2011) - Yav (2014) - Khram (2018) EP - Stenka na Stenku (2011) 라이브 음반 및 DVD - Zhizn vo Slavu (2006) - Noch Velesova (2009) - Decade of Glory (2013) | 데모 - Rus (2002) 뮤직 비디오 - "Pokrovi Nebesnogo Startsa" - "Slavsia, Rus!" - "Goi, Rode, Goi!" - "Liki Bessmertnykh Bogov" - "Yarilo" - "Stenka na Stenku" - "Zov Pustyh Dereven'" - "Serbia" - "V pogonie za beloj ten'yu" |  |